# 초베 국립공원

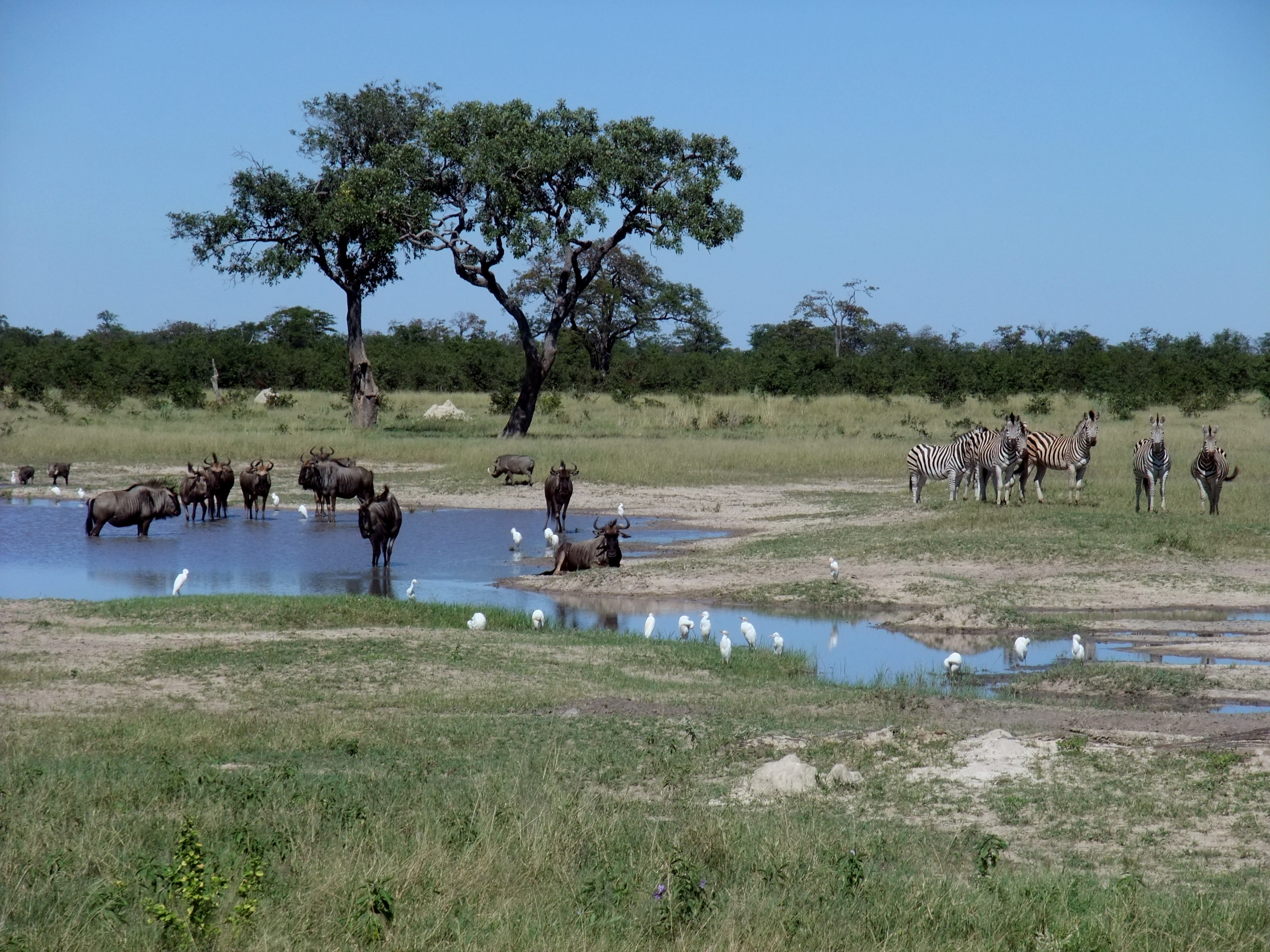
초베 국립공원에 있는 누와 얼룩말

초베 국립공원(영어: Chobe National Park)은 보츠와나의 첫 번째 국립공원이자 생물학적으로 가장 다양하다. 보츠와나의 북쪽에 위치한 이 공원은 중앙칼라하리수렵금지구역과 칼라가디 트랜스프론티어 공원에 이어 세 번째로 큰 공원으로 아프리카 전역에서 가장 많은 사냥감이 집중되어 있는 곳 중 하나이다.
이 공원에는 주로 송아지나 어린 코끼리, 그리고 아성체들을 잡아먹는 사자 무리가 있는 것으로 유명하다.

## 역사
이 지역의 원래 거주자들은 산 부시먼족(보츠와나의 바사르와족으로도 알려져 있다)이었다. 그들은 과일, 물, 야생 동물과 같은 식량 공급원을 찾기 위해 끊임없이 이곳 저곳으로 이동하는 유목민이었다. 요즘 사람들은 공원의 바위 언덕 안에서 산 그림을 볼 수 있다.
20세기 초, 보츠와나가 될 지역은 다른 토지 소유권 제도들로 나뉘었다. 그 당시에, 공원 면적의 주요 부분은 영지로 분류되었다. 다양한 야생동물을 보호하고 관광을 촉진하기 위한 국립공원의 아이디어는 1931년에 처음 등장했다. 이듬해 초베지구 주변 2만4000km2가 미수렵지역으로 공식 선포됐다가 2년 뒤 3만1600km2로 확대됐다.
1943년, 심한 체체 감염이 그 지역 전역에 발생했고, 국립공원의 설립을 지연시켰다. 1953년까지, 이 프로젝트는 정부의 관심을 다시 받았고, 21,000 km2 (8,100 평방 미터)는 보호구역이 될 것을 제안 받았다. 초베 국립공원은 공식적으로 1960년에 만들어졌지만, 처음에 원했던 것보다 작았다. 1967년에 보호구역은 국립공원으로 선포되었다.
그 당시 이 지역에는 몇몇 산업 정착지가 있었는데, 특히 목재 산업이 번성했던 세론델라에는 더욱 그러했다. 이 정착지들은 점차 공원 밖으로 옮겨졌고, 1975년이 되어서야 보호구역 전체가 인간 활동으로부터 면제되었다. 오늘날 세론델라에서는 이전의 목재 산업의 흔적을 여전히 볼 수 있다. 그 공원은 1980년과 1987년에 소규모로 확장되었다.

## 코끼리 농도

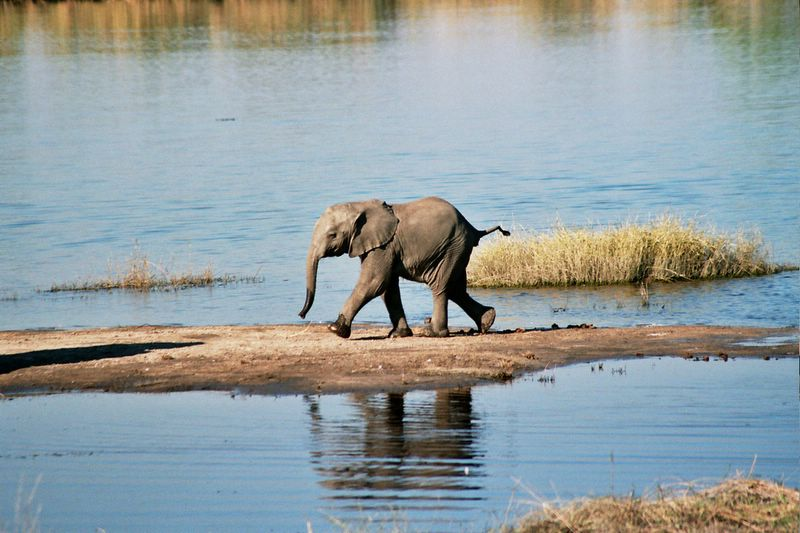
초베 강둑에 있는 아기 아프리카 코끼리

이 공원은 약 5만 마리로 추정되는 코끼리 개체수가 많은 것으로 널리 알려져 있다. 여기 사는 코끼리는 칼라하리 코끼리인데, 알려진 코끼리 중에서 가장 큰 무리 크기이다. 그들은 아마도 토양의 칼슘 결핍 때문일지도 모르지만, 다소 부서지기 쉬운 상아와 짧은 엄니로 특징지어진다. 많은 수의 코끼리로 인한 피해가 일부 지역에 만연해 있다. 사실, 도태가 고려되어왔을 정도로 초베 전체에 걸쳐 집중되어 있지만, 너무 논란이 많고 공원 관리자에 의해 지금까지 거부되어 왔다. 건기에 이 코끼리들은 초베강과 린얀티강 지역에 거주한다. 장마철에, 그들은 공원의 남동쪽으로 200킬로미터 이동한다. 그러나 그들의 분포 지역은 공원보다 멀리 떨어져 짐바브웨 북서부로 퍼져나간다.

## 도로
초베 국립공원의 도로 상황은 계절과 강우량에 크게 좌우된다. 공원을 여행하려면 4x4 차량이 필요하다. 건조한 달 동안, 특히 기온이 상승하고 우기에 강 근처의 도로가 진흙탕이 되면서, 두꺼운 모래가 조베 강 전선에서 문제가 된다.

### 사부티
사부티 도로, 주로 마비베 게이트의 서쪽 샌드리지 도로와 사부티 해협 북쪽과 남쪽의 도로는 일반적으로 모래가 두껍고 운전하기가 까다롭다. 비가 내리면 습한 검은 목화밭을 따라 차를 몰면 자칫 갇힐 위험이 있다.

### 노가츠아
노가츠아 도로는 우기 동안 물에 잠기며 이 때 도로망을 거의 주행할 수 없다. 건조한 달 동안, 한 팬에서 다음 팬까지 게임 드라이브는 작고 두꺼운 모래밭이 있는 도로에 있다. 일단 카사네에서 타르 길을 떠나면, 사람들은 모래길에 도달하기 전에 두꺼운 모래를 통해 처음 20km를 운전해야 할 것이다.

## 같이 보기
- 남아프리카